# Deutsche Botschaft Bern

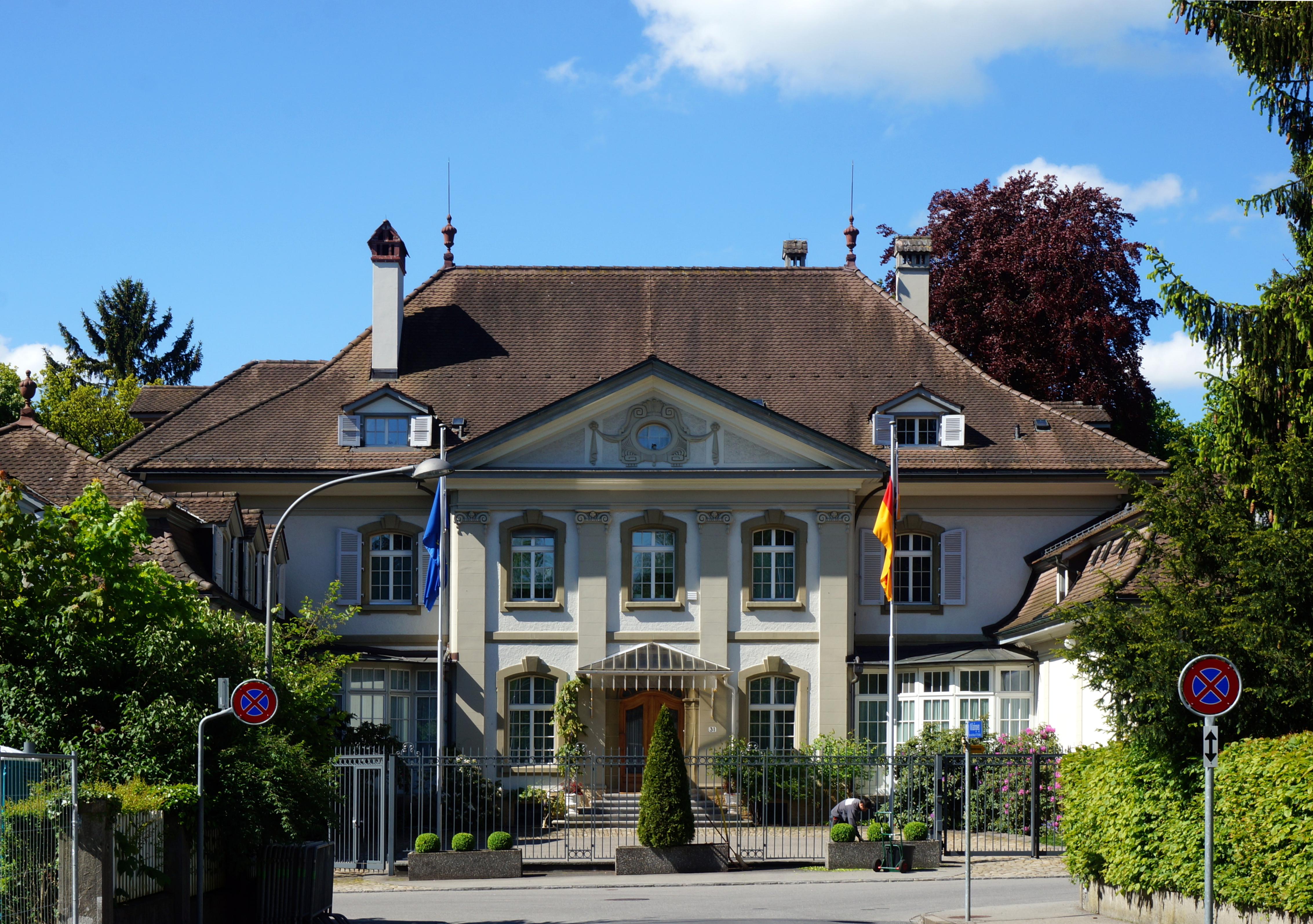
Die Residenz des Deutschen Botschafters

Die Deutsche Botschaft Bern ist die diplomatische Vertretung der Bundesrepublik Deutschland in der Schweizerischen Eidgenossenschaft und im Fürstentum Liechtenstein.

## Lage
Die Botschaft befindet sich im Berner Brunnadern-Quartier im Stadtteil Kirchenfeld-Schosshalde. Die Straßenadresse lautet: Willadingweg 83, 3006 Bern.

## Gebäude
Der Gothaische Hofkalender berichtete 1824 zum ersten Mal von einer Ständigen Vertretung Preußens in Bern. Diese ging 1868 auf den Norddeutschen Bund und 1871 auf das Deutsche Reich über. Die Bayerische Gesandtschaft, beheimatet in einer vom Architekten Henry Berthold von Fischer errichteten Villa am Thunplatz, wurde noch vor dem Untergang des Bayerischen Königreichs von Großbritannien gekauft und 1962 durch ein modernes Botschaftsgebäude ersetzt.
Nachdem die kaiserliche Gesandtschaft zunächst in diversen Mietobjekten untergekommen war, wurde wenigstens nach 1881 die Villa Frohberg im Berner Quartier Länggasse (Bierhübeliweg 17/19) angemietet. Im Jahr 1901 beschloss der Reichstag, das Objekt zu erwerben, woraufhin es renoviert wurde. Dennoch genügten bereits zehn Jahre später weder die repräsentativen noch die hygienischen Bedingungen des mehr als 200 Jahre alten Gebäudes den Ansprüchen, sodass man auf das heutige Grundstück im Brunnadern verfiel und dieses schließlich kaufte.
Der Schweizer Architekt Albert Gerster erhielt 1911 durch Kaiser Wilhelm II. den Auftrag für einen Entwurf, der 1912 bewilligt und bis November 1913 baulich umgesetzt wurde. Er entwarf eine U-förmige Anlage mit einem zentralen Haupttrakt und beidseitig anschließenden Flügeln, angelehnt an barocke Landhausarchitektur. Diese umschließen einen annähernd quadratischen, zum Brunnadernrain hin sich großzügig öffnenden Ehrenhof. Der auf das Grundstück zuführende Willadingweg ist so abgesteckt, dass die Mittellinie der Straße die Hauptachse des Gebäudes aufnimmt. 2001–2003 wurde die Residenz saniert.
Da die Räume im Kanzleiflügel des Gebäudes nicht mehr den quantitativen Erfordernissen gerecht wurden, beschloss man 1926, auf einem gegenüberliegenden Grundstück ein eigenes Kanzleigebäude zu errichten. Dieses wurde vom Berner Architekten Hans Klauser im Neobarock entworfen und bis zum darauf folgenden Jahr errichtet. Dabei ist der Baukörper zur Straße hin zurückgesetzt, um die perspektivische Ansicht auf die Residenz nicht zu beeinträchtigen. In diesem Gebäude befindet sich inzwischen das Konsulat, welches 2014/15 modernisiert und durch einen Anbau erweitert worden ist.
1942 wurde durch personellen Ausbau erneut eine Vergrößerung der Bürofläche erforderlich. Da ein Anbau des bereits bestehenden Kanzleigebäudes aus Symmetriegründen abgelehnt wurde, wurde diesem bis 1943 ein drittes, etwas größeres Gebäude gegenübergesetzt. Die Pläne im Stil des bereits bestehenden Ensembles lieferte die Reichsbaudirektion in Berlin. Während des Zweiten Weltkriegs befand sich die Zentrale der deutschen Abwehr (militärischer Geheimdienst der Wehrmacht) im Botschaftsgebäude.

## Auftrag und Organisation
Die Deutsche Botschaft Bern hat den Auftrag, die deutsch-schweizerischen Beziehungen zu pflegen, die deutschen Interessen gegenüber der Regierung der Schweiz zu vertreten und die Bundesregierung über Entwicklungen in der Schweiz zu unterrichten.
Die Botschaft gliedert sich in die Referate für Politik, Wirtschaft und Presse. Es besteht ein Militärattachéstab.
Das Referat für Rechts- und Konsularaufgaben der Botschaft bietet deutschen Staatsangehörigen alle konsularischen Dienstleistungen an und bietet Hilfe in Notfällen an. Hierzu besteht auch ein telefonischer Rufbereitschaftsdienst. Der konsularische Amtsbezirk der Botschaft umfasst die ganze Schweiz und Liechtenstein. Die Visastelle erteilt Schengen-Visa für dauerhaft in der Schweiz ansässige Staatsangehörige dritter Länder.
Honorarkonsuln der Bundesrepublik Deutschland sind in Basel, Genf, Lugano und Zürich sowie in Balzers im Fürstentum Liechtenstein bestellt und ansässig.

## Geschichte
Die Bundesrepublik Deutschland eröffnete am 6. Mai 1952 eine Gesandtschaft in Bern, die am 22. Juli 1957 in eine Botschaft umgewandelt wurde.
Die DDR und die Schweiz nahmen am 20. Dezember 1972 diplomatischen Beziehungen auf. Die DDR eröffnete eine Botschaft in Bern, die im Jahr 1990 mit dem Beitritt der DDR zur Bundesrepublik Deutschland geschlossen wurde.